# Kangiqsujuaq
Pour Kangiqsujuaq (terre réservée inuit), voir Kangiqsujuaq (terre réservée inuite).
Kangiqsujuaq (inuktitut : ᑲᖏᕐᓱᔪᐊᖅ) est un village nordique du Nunavik de l'administration régionale Kativik situé dans la région administrative du Nord-du-Québec, au Québec. 

## Géographie
Le village nordique de Kangiqsujuaq est enclavé dans la terre réservée inuit du même nom.

## Toponymie
Kangiqsujuaq veut dire « la grande baie » et est situé près du détroit d'Hudson.
On appelle parfois Kangiqsujuaq Wakeham Bay, en raison du capitaine William Wakeham, qui mena une expédition au détroit d'Hudson, en 1897. 

## Histoire
Les premiers euro-descendants explorent le secteur à la fin du XIXe siècle. À l'époque, les Inuits se trouvent surtout à une cinquantaine de kilomètres plus au sud. En 1884 le gouvernement canadien décide d'établir une station météorologique dans une baie de ce secteur. En 1897, le géologue Albert Peter Low explore la baie qu'il baptise Wakeham. Il n'y rencontre alors que quelques Kangiqsujuamiut campés pour la saison. Low revient en 1904 et repère deux sites d'ancrage dont un près de l'actuel village de Kangiqsujuaq.
La compagnie Revillon Frères y établit un poste de traite vers 1910, du nom Wakeham Bay. En 1914, la Compagnie de la Baie d'Hudson installe aussi un poste de traite, sur le site de Stupart Bay. Cette dernière s'établira à Wakeham Bay vers 1960.
En 1961, lors d'une vaste opération de francisation des toponymes du Nord-du-Québec, on propose de rebaptiser la communauté Sainte-Anne-de-Maricourt. Le nom Maricourt est retenu en 1965 mais ne s'est jamais implanté dans l'usage. En 1980, le village constitué en village nordique prend officiellement le nom Kangiqsujuaq.

## Démographie

### Population
Entre 2016 et 2021, la population a connu une croissance de 11,6 %.
| 1981 | 1991 | 1996 | 2001 | 2006 | 2011 | 2016 | 2021 |
| ---- | ---- | ---- | ---- | ---- | ---- | ---- | ---- |
| 235  | 479  | 536  | 605  | 696  | 696  | 750  | 837  |

### Langues
À Kangiqsujuaq, selon l'Institut de la statistique du Québec, la langue la plus parlée le plus souvent à la maison en 2011 sur une population de 695 habitants, est l'inuktitut à 95,68%, le français à 2,16% et l'anglais à 2,16%.
|  |

## Administration
| Période                                  | Période  | Identité                  | Étiquette | Qualité |
| ---------------------------------------- | -------- | ------------------------- | --------- | ------- |
| ?                                        | 2015     | Aquuyaq Qisiiq            |           |         |
| 2015                                     | 2018     | Charlie Arngak            |           |         |
| 2018                                     | En cours | Qiallak Qumaluk Nappaaluk |           |         |
| Les données manquantes sont à compléter. |          |                           |           |         |

## Éducation
La Commission scolaire Kativik administre l'École Arsaniq.

## Cinéma
Un film de l'ONF a été tourné à Kangiqsujuaq : Si le temps le permet. Il s'agit d'un documentaire personnel de l'artiste Elisapie Isaac sorti en 2003.

## Services
Kangiqsujuaq compte un poste de police, administré par le Corps de police régional Kativik. 